# Vịnh Khambhat
Vịnh Khambhat là một vịnh ở Ấn Độ Dương. Vịnh Khambhat (trước đây được biết đến như vịnh Cambay) là một lối vào của biển Ả Rập dọc theo bờ biển phía tây của Ấn Độ, ở bang Gujarat. Đó có chiều dài khoảng 80 dặm, và phân chia bán đảo Kathiawar về phía tây từ phần phía đông của tiểu bang Gujarat ở phía đông. Các con sông Narmada và Tapti đổ vào Vùng Vịnh. Vịnh nông cạn và đầy dẫy trong bãi cát ngầm và bãi cát bao gồm các dải đất Mal tại các cửa sông và các dải đất Malacca ở lối vào của vịnh biển Ả Rập. Vịnh được biết đến với thủy triều chênh lệch của nó, khác nhau rất nhiều về chiều cao và chạy vào nó với tốc độ bất ngờ. Khi thủy triều xuống thấp phía dưới là gần như khô đối với một số khoảng cách dưới thị trấn Khambhat.
22°00′0″B 72°25′0″Đ / 22°B 72,41667°Đ